# Amanda (Filmpreis)/Beste Hauptdarstellerin
Amanda: Beste Hauptdarstellerin
Gewinnerinnen und Nominierte in der Kategorie Beste Hauptdarstellerin (Årets kvinnelige skuespiller) seit der ersten Verleihung des nationalen norwegischen Filmpreises. Ausgezeichnet werden die besten einheimischen Schauspielerinnen des vergangenen Kinojahres. Ab 2024 werden die bis dahin getrennt für Frauen und Männer bestehenden Kategorien für die beste Haupt- sowie die beste Nebenrolle und durch eine geschlechtsneutrale Kategorie Beste Hauptrolle (Beste skuespiller i en hovedrolle) ersetzt.
Die unten aufgeführten Filme werden mit ihrem Originaltitel und Verleihtitel (sofern ermittelbar) angegeben, davor steht der Name der Schauspielerin.

## Preisträgerinnen 1985–1997
| Jahr | Preisträger             | Filmtitel                       | Deutscher Verleihtitel                           |
| 1985 | Tone Danielsen          | Det gode mennesket i Sezuan     | nicht bekannt                                    |
| 1986 | Anne Marie Ottersen     | Hustruer – ti år etter          | nicht bekannt                                    |
| 1987 | Marianne Krogh          | Fri                             | nicht bekannt                                    |
| 1988 | Anne Krigsvoll          | Av måneskinn gror det ingenting | nicht bekannt                                    |
| 1989 | Amanda Ooms             | Karachi                         | nicht bekannt                                    |
| 1990 | Camilla Strøm Henriksen | En håndfull tid                 | nicht bekannt                                    |
| 1991 | Lise Fjeldstad          | Dødsdansen                      | nicht bekannt                                    |
| 1992 | Anneke von der Lippe    | Krigerens hjerte                | Das Herz des Kriegers                            |
| 1993 | Marie Richardson        | Telegrafisten                   | nicht bekannt                                    |
| 1994 | Harriet Andersson       | Høyere enn himmelen             | Höher als der Himmel                             |
| 1995 | Anneke von der Lippe    | Over stork og stein, Pan        | nicht bekannt                                    |
| 1996 | Rut Tellefsen           | Kristin Lavransdatter           | Kristin Lavrans Tochter                          |
| 1997 | Eli Anne Linnestad      | Budbringeren                    | Junk Mail – Wenn der Postmann gar nicht klingelt |

## Preisträgerinnen und Nominierungen von 1998 bis 2009
1998
Kjersti Elvik – Rache für meine Tochter (Salige er de som tørster) und  Justitia – Blinde Göttin (Blind gudinne)
Camilla Strøm Henriksen – Weekend
Ingrid Rubio – Water Easy Reach (En dag til i solen)
1999
Brit Elisabeth Haagensli – Absolutt blåmandag
Thea Sofie Rusten – Nur Wolken bewegen die Sterne (Bare skyer beveger stjernene)
Hege Schøyen – Die Souffleuse (Suffløsen)
2000
Kjersti Holmen – S.O.S.
Andrine Sæther – Sofies Welt (Sofies verden)
Jacqueline Lustig – S.O.S.
2001
Hildegun Riise – Detektor
Laila Goody – Rosmersholm
Kari Simonsen – Når nettene blir lange
2002
Maria Bonnevie – Dina – Meine Geschichte (Jeg er Dina)
Kirsti Stubø – Det største i verden
Andrine Sæther – Tiden før Tim
2003
Lena Endre – Musik für Hochzeiten und Begräbnisse (Musikk for bryllup og begravelser)
Gitte Rio Jørgensen – Himmelfall
Jorunn Kjellsby – Sejer – Djevelen holder lyset
2004
Ane Dahl Torp –  Svarte penger, hvite løgner
Anitta Suikkari – Bázo
Grete Nordrå – Elling – Nicht ohne meine Mutter (Mors Elling)
2005
Annika Hallin – Vinterkyss
Trine Wiggen – En folkefiende
Hildegun Riise – Min misunnelige frisør
2006
Ane Dahl Torp – Genosse Pedersen (Gymnaslærer Pedersen)
Marian Saastad Ottesen – Elling – Lieb mich morgen (Elling – Elsk meg i morgen)
Kristin Skogheim – Ein Wachhund für Mama oder wie man aus einem Pudel einen Pitbull macht (Pitbullterje)
2007
Ingrid Bolsø Berdal – Cold Prey – Eiskalter Tod (Fritt vilt)
Pia Tjelta – Mars & Venus
Ane Dahl Torp – Uro
2008
Anni-Kristiina Juuso – Kautokeino-opprøret
Maria Bock – Sommerhuset
Marian Saastad Ottesen – Tatt av kvinnen

2009
Ellen Dorrit Petersen – Iskyss
Trine Dyrholm – Troubled Water (DeUSYNLIGE)
Ingrid Bolsø Berdal – Cold Prey 2 Resurrection – Kälter als der Tod (Fritt vilt II)

## Preisträgerinnen und Nominierungen 2010 bis 2019
2010
Agnieszka Grochowska – Stadtneurosen (Upperdog)
Maria Bonnevie – Engelen
Karoline Stemre – Vegas
2011
Line Verndal – Limbo
Agnes Kittelsen – Happy Happy
Ellen Dorrit Petersen und Marte Magnusdotter Solem – Fjellet
2012
Noomi Rapace – Babycall
Helene Bergsholm – Mach’ mich an, verdammt nochmal! (Få meg på, for faen)
2013
Laila Goody – Wie du mich siehst (Som du ser meg)
Marie Blokhus – Chasing the Wind (Jag etter vind)
Maria Bonnevie – Unschuld (Uskyld)
Ragnhild Hilt – Wie du mich siehst (Som du ser meg)
2014
Ellen Dorrit Petersen – Blind
Amrita Acharia – Ich bin dein (Jeg er din)
Juliette Binoche – Tausendmal gute Nacht (Tusen ganger god natt)
2015
Ine Marie Wilmann – De nærmeste
Inga Ibsdotter Lilleaas – Kvinner i for store herreskjorter
Agnes Kittelsen – Staying Alive
2016
Liv Bernhoft Osa – Pyromanen
Bente Børsum – Late Summer
Vera Vitali – Grand Hotel
2017
Ruby Dagnall – Rosemari
Tuva Novotny – Rosemari
Tindra Hillestad Pack – The Rules for Everything
2018
Andrea Berntzen – Utøya 22. Juli
Eili Harboe – Thelma
Maria Mozhdah – Was werden die Leute sagen (Hva vil folk si)
2019
Pia Tjelta – Blinder Fleck (Blindsone)
Ine Marie Wilmann – Sonja – The White Swan (Sonja)
Ines Høysæter Asserson – Harajuku

## Preisträgerinnen und Nominierungen seit 2020
2020
Andrea Bræin Hovig – Hope (Håp)
Henriette Steenstrup – Barn
Josefine Frida Pettersen – Disco
2021
Kristine Kujath Thorp – Ninjababy
Birgitte Larsen – Gritt
Kathrine Thorborg Johansen – Oslo – København
2022
Renate Reinsve – Der schlimmste Mensch der Welt (Verdens verste menneske)
Kristine Kujath Thorp – The North Sea (Nordsjøen)
Rakel Lenora Fløttum, Alva Brynsmo Ramstad, Mina Yasmin Bremseth Asheim – The Innocents (De uskyldige)
2023
Ruby Dagnall – Sister, What Grows Where Land Is Sick? (Den siste våren)
Kristine Kujath Thorp – Sick of Myself (Syk pike)
Kristine Hartgen – Narvik (Kampen om Narvik)